# Ait Ouadrim
Ait Ouadrim  (in arabo أيت وادريم‎?) è un centro abitato e comune rurale del Marocco situato nella Provincia di Chtouka-Aït Baha, regione di Souss-Massa. Conta una popolazione di 5 817 abitanti (censimento 2014).